# Cirrhilabrus lanceolatus
Cirrhilabrus lanceolatus is een  straalvinnige vissensoort uit de familie van lipvissen (Labridae). De wetenschappelijke naam van de soort is voor het eerst geldig gepubliceerd in 1991 door Randall & Masuda.
De soort staat op de Rode Lijst van de IUCN als niet bedreigd, beoordelingsjaar 2009.